# Коскора
Коскора (каз. Қосқора) — село в Зайсанском районе Восточно-Казахстанской области Казахстана. Входит в состав Каратальского сельского округа. Код КАТО — 634635400.

## Население
В 1999 году население села составляло 106 человек (53 мужчины и 53 женщины). По данным переписи 2009 года, в селе проживали 73 человека (35 мужчин и 38 женщин).